# Фрідріх Вільгельм Бах
Фрідріх-Вільгельм Бах (нім. Friedrich-Wilhelm Bach; 5 вересня 1944, Блекеде — 18 серпня 2014) — німецький учений у галузі матеріалознавства і машинобудування. Доктор-інженер, професор. Почесний Академік АН ВШ України з 2007 р.

## Життєпис
Народився у м. Блекеда на Ельбі (Німеччина).
Закінчив Гановерський університет за спеціальністю «машинобудування» (1972).
У 1972 році після закінчення Ганноверського технічного університету за напрямом «Технологія матеріалів» Ф.-В. Бах почав працювати в Інституті матеріалознавства як науковий співробітник.
У 1975—1985 рр. — асистент інституту матеріалознавства Гановерского університету. У 1978 році йому було присуджено вчений ступінь в галузі плазмової металургії. Потім він керував відділенням «Технології матеріалів» і в 1983 році захистив докторську дисертацію в галузі термічного різання товстостінних деталей.
у 1981—1997 рр. — керівник департаменту технології металів інституту матеріалознавства;
у 1983—1997 рр. — він працював головним інженером Інституту матеріалознавства, а в 1987 році був призначений екстраординарним професором Ганноверського університету.
у 1991—1997 рр. — директор дослідницького та виробничого об'єднання «Підводні технології та технології навколишнього середовища».
У 1997—2001 рр. — проф. Бах був запрошений на роботу на кафедру технології матеріалів Дортмундського університету.
З 2001 р. — він повернувся до Інститут матеріалознавства Гановерського університету як директор та президент «Хойнц-Тіест». Професор Бах очолював Інститут матеріалознавства Ганноверського Університету з 2001 по 2012 роки. В знак високої оцінки його наукової роботи в 2006 році він був обраний членом Академії технічних наук Німеччини, а в 2012 році став професором федеральної землі Нижня Саксонія.
В 2004 р. він був обраний до Спеціальної колегії Німецького дослідницького товариства «Технологія матеріалів». Крім того, він був головою Наукової робочої групи «Технологія матеріалів», спеціальної групи «Консервація» Товариства ядерної техніки, Спеціального 6-го Комітету Німецького училища цивільної авіації «Особливі способи зварювання й різання» та Опікунської ради Інституту ремісничої техніки Гейнца Піста. Як член правління, Ф.-В. Бах суттєво сприяв розвитку Нижньосаксонського центру прецизійної техніки, Ганноверського виробничо-технічного центру та Клаустальского центру технології матеріалів. За вклад в науку в 2006 році він був удостоєний медалі «Хрест за заслуги на стрічці». У 2009 року Відділенням виробничої техніки Бременського університету було присвоєно почесне звання доктора Honoris causa, а в травні 2009 року — звання доктора Honoris causa факультетом математики, інформатики та машинобудування Клаустальского технічного університету.
З 2005 по 2010 рік професор Бах працював деканом факультету машинобудування, на роботу якого він зробив вирішальний вплив, поклавши початок багатьом новаторським розробкам. Він був доповідачем численних наукових програм, наприклад, програми в галузі спеціальних досліджень «Технологічна схема виробництва конструкційних деталей прецизійним штампуванням», автором курсу лекцій для аспірантів «Виготовлення, обробка та атестація систем з композиційних матеріалів», а також доповідачем дослідницької групи «Високопродуктивна сполучна техніка для гібридних структур». Професор Бах має видатні заслуги в галузі матеріалознавства та технології матеріалів. Протягом багатьох років він працював як експерт Німецького наукового товариства та робочої групи Об'єднання промислових досліджень «Отто фон Геріке».
Член відділення технічних наук Об'єднаної німецької академії наук.
Професор Бах дав потужний імпульс німецько-українському науковому співробітництву в галузі обробки металів тиском і матеріалознавства. За останні 15 років було залучено до наукової кооперації десятки наукових співробітників і студентів Національної металургійної академії України та інших вітчизняних наукових установ. У 2007 році його було обрано почесним академіком АНВШ України.
Автор понад 390 наукових робіт.

## Написане
- Разом із Kai Kerber (редактором): Prozesskette Präzisionsschmieden. Springer 2014
- Herausgeber: Moderne Beschichtungsverfahren. Wiley-VCH, 2. Auflage 2006.
  - Англійське видання: Modern surface technology. Wiley-VCH 2006.
- Разом із  Erich Lugschneider: Handbuch der thermischen Spritztechnik: Technologien – Werkstoffe – Fertigung. Düsseldorf 2002.
- Редагування разом із Petra Winzer, Eckehard Schnieder: Sicherheitsforschung – Chancen und Perspektiven. Acatech 2010.
- Разом із  Guido Kremer; Katharina Lau: Elektronenstrahlschweißen von oberflächenveredelten, höherfesten Feinblechen an Atmosphäre. Düsseldorf 2006.